# Enterite
L'enterite è l'infiammazione dell'intestino tenue. L'intensità della malattia varia da un fastidioso disturbo a una malattia fulminante; ciò dipende dall'entità della perdita di elettroliti e fluidi con la diarrea e, quando presente, con il vomito, oltre che dall'età del paziente.
La deplezione di fluidi ed elettroliti (sodio, potassio, bicarbonato) è il fattore che determina la pericolosità di questa patologia poiché può causare ipovolemia e uno sbilanciamento idrosalino.

## Presentazione clinica
I sintomi possono includere:
- dolori addominali
- diarrea
- presenza di sangue nelle feci (ematochezia)
- disidratazione
- eruzioni cutanee

## Diagnosi
La diagnosi cerca di risalire alle cause della malattia, indagando innanzitutto sulla possibilità di avvelenamento da cibo, o su recenti viaggi in aree endemiche.
- L'enterite acuta è in genere dovuta a batteri o virus.
- L'enterite cronica può essere dovuta ad altri disturbi, quali la tubercolosi, la celiachia, la malattia di Crohn, la giardiasi, o, in rari casi, la malattia di Whipple.

### Enterite da rotavirus
L'enterite da rotavirus è una delle più frequenti cause di malattia e di ricovero ospedaliero durante i mesi invernali. Colpisce prevalentemente i bambini non allattati al seno e meno frequentemente gli adulti, poiché la memoria immunologica, che non è sufficiente a prevenire una reinfezione, riduce la gravità delle infezioni contratte negli anni successivi.
La trasmissione dell'infezione avviene per via orofecale, ma è possibile la trasmissione anche per via respiratoria o per contatto.
Il quadro clinico si protrae per 3-8 giorni.
È caratterizzata da un esordio con vomito, presto seguito da diarrea acquosa (per circa 4-6 giorni), con dolori addominali, febbre e sonnolenza. Si cura con soluzioni reidratanti, dapprima fredde perché più indicate nel vomito, poi a temperatura ambiente.

## Terapia
I casi di diarrea virale hanno, in genere, un decorso autonomo e sono trattati con la reidratazione. Quando le cause batteriche sono sospette (viaggi recenti, cibo avariato), viene considerato l'uso di antibiotici.
Le enteriti croniche sono trattate a seconda delle diverse diagnosi.